# مدارس إمام خطيب

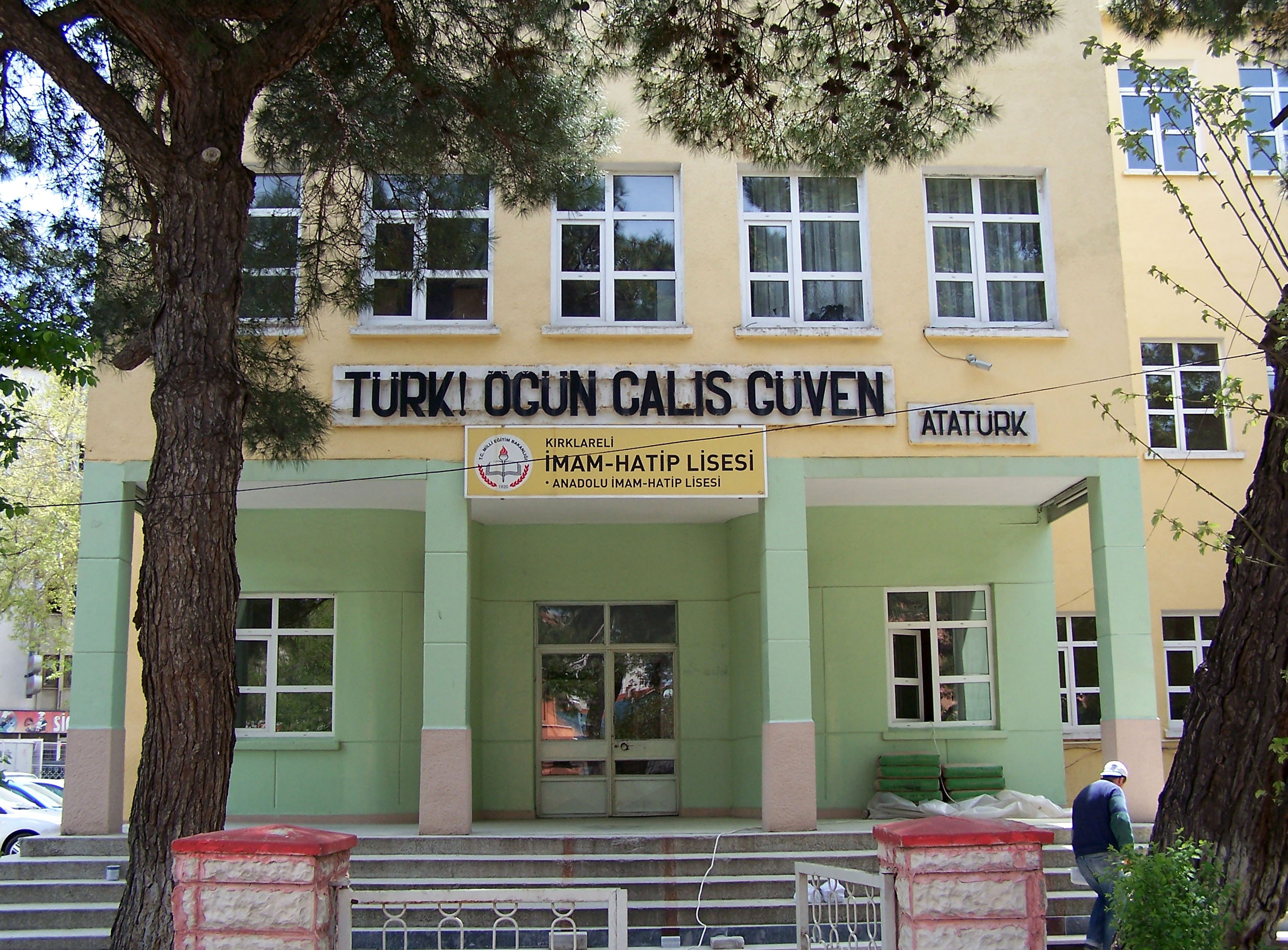
مدرسة إمام خطيب في قرقلر ايلي.

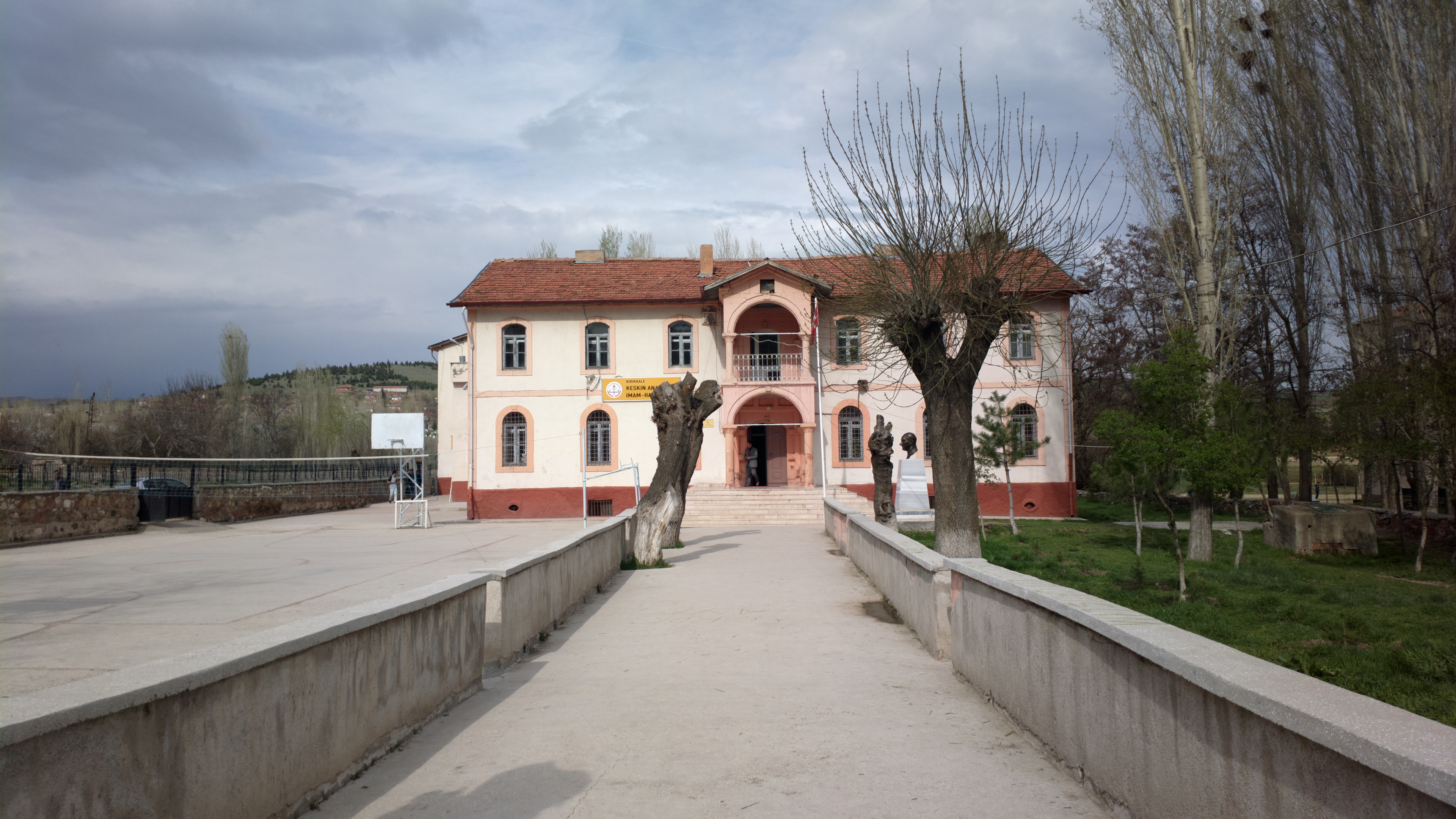
مدرسة إمام خطيب في "كسكين" بمحافظة كيرك كالي بمنطقة وسط الأناضول في تركيا.

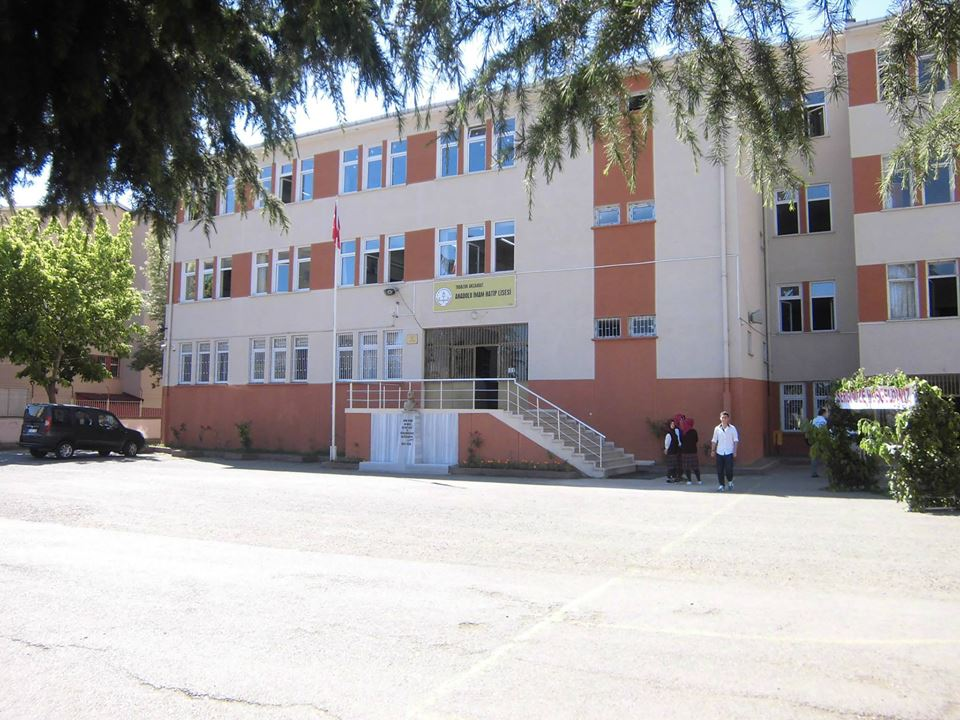
مدرسة أناضول إمام خطيب في آقجة آباد.

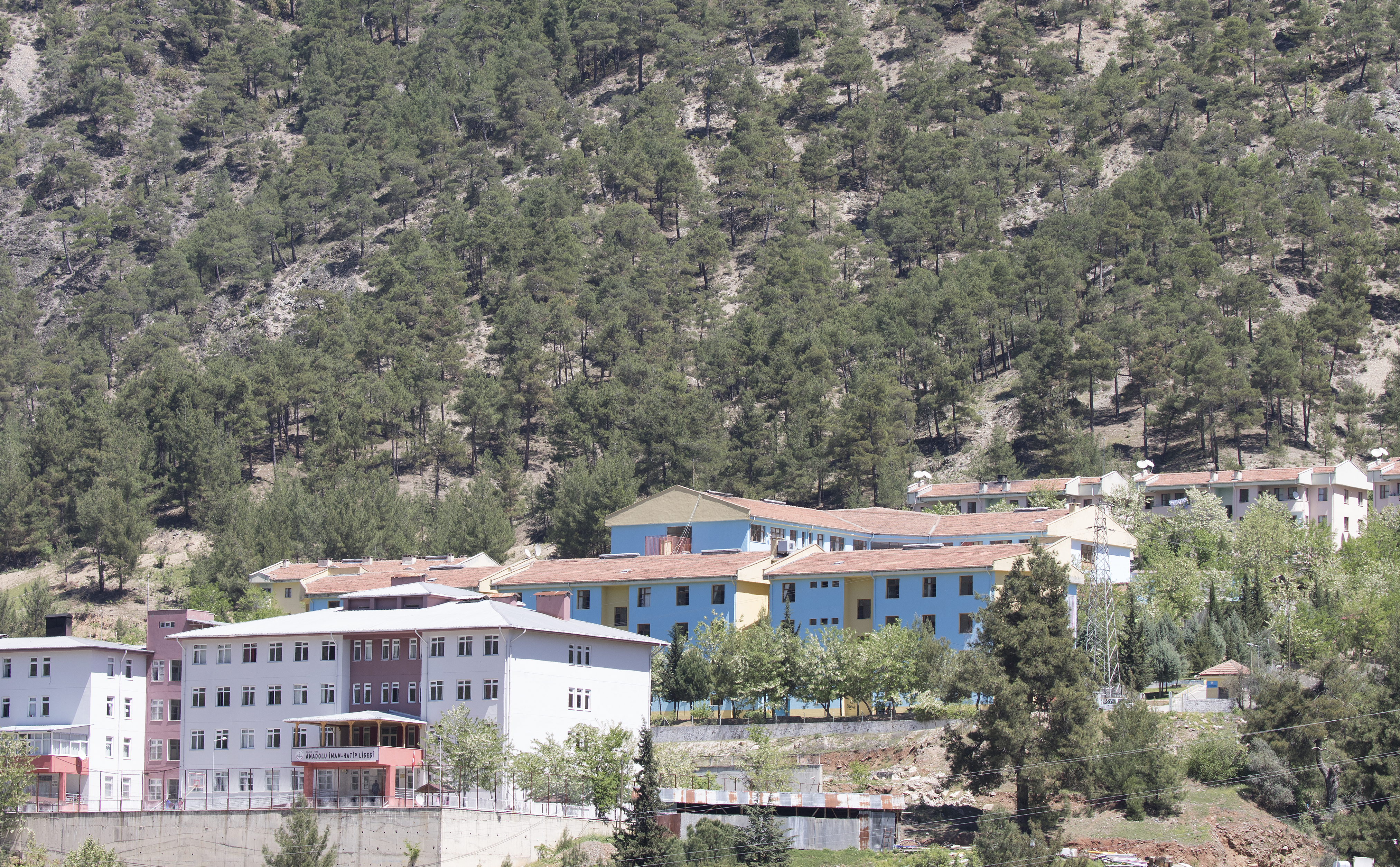
مدرسة ثانوية إمام خطيب في "فيكي".

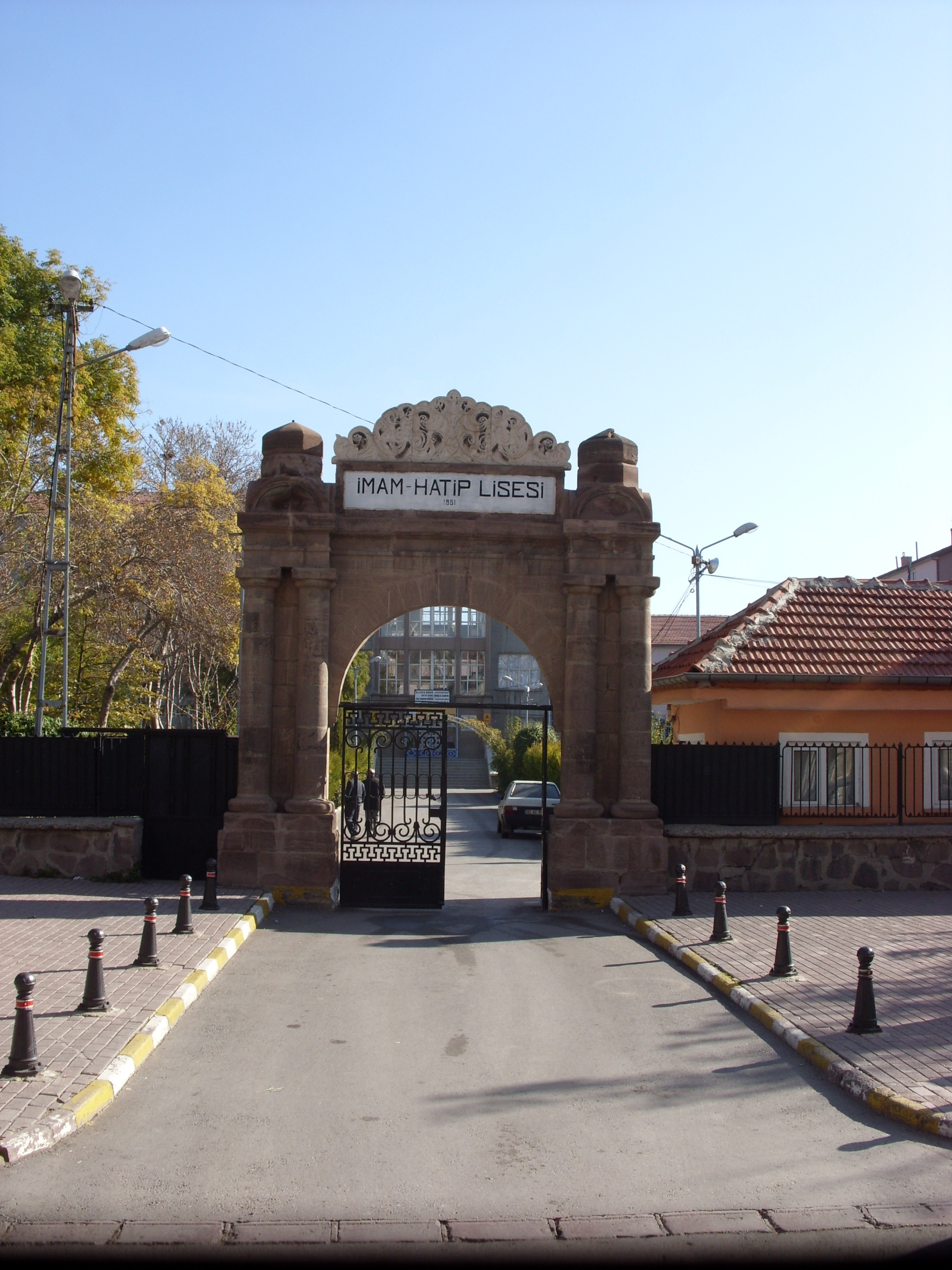
مدرسة ثانوية إمام خطيب في "قونية".

مدارس «ثانوية إمام خطيب» (بالتركية: İmam hatip lisesi) واختصارها "İHL" هي مؤسسة رسمية للتعليم الثانوي في تركيا (والتعليم الإعدادي) تهدف إلى تنشئة وتوفير الأئمة والدعاة، وهي تُعتبر «مدارس مهنية» في النظام التركي العلماني لتخريج موظفين حكوميين للعمل بالمساجد والإدارات الدينية الإسلامية، وهي امتداد للتعليم الديني في دولة الخلافة العثمانية إذ تُشير وثائق الأرشيف العثماني إلى أن الذين كانوا يَؤُمُّون الناس في المساجد بصورة رسمية كان يُطلق عليهم اسم «المُصلِّي»، أما «الأئمة» فكانوا مسئولين عن الأحياء السكنية وأمور القضاء فيها والتنسيق بين أبناء الحي وكانوا على مستوىً عالٍ من العلم والثقافة.
تعمل مدارس إمام خطيب تحت «الإدارة العامة للتربية الدينية» (بالتركية: Din Eğitimi Genel Müdürlüğü) التابعة «لوزارة التربية الوطنية» (بالتركية: Milli Eğitim Bakanlığı) في تركيا، وتُعتبر مدارس إمام خطيب من الناحية الرسمية «مدارس مهنية»، ولكن نتائج بعض البحوث كشفت أن النظرة السائدة في المجتمع التركي لها هي «أنها مؤسسات تعليمية مُدعمة بالثقافة الدينية» وليست «مدارس مهنية».
مدارس "أناضول" إمام خطيب هي المدارس التي تقدم بالإضافة إلى المناهج الدينية الإسلامية، تعليم مكثف للغة أجنبية (غالبا ما تكون الإنكليزية أو الروسية) وللمواد العلمية كالفيزياء والكيمياء والرياضيات.
ينقسم التعليم في تركيا إلى 4 سنوات تعليم بالمدارس الابتدائية (بالتركية: ilkokul)، ثم 4 سنوات تعليم بالمدارس المتوسطة (الإعدادية) (بالتركية: orta okulu)، يليها 4 سنوات تعليم بالمدارس الثانوية (ليسيه) (بالتركية: lise). تتوفر مدارس إمام خطيب في مرحلتي الدراسة المتوسطة (الإعدادية) والثانوية فقط. بعد سنوات التعليم الابتدائي الأربع التي يدرس فيها التلاميذ من الجنسين في فصول مشتركة، يُقبل الطلاب بدئاً من الصف الخامس للالتحاق بمدارس إمام خطيب، حيث يدرس فيها الفتيات والفتيان في فصول دراسية منفصلة، أو في مدارس منفصلة.
في مدارس إمام خطيب الثانوية، يتم تدريس المناهج الدراسية الثانوية العادية، بالإضافة إلى المواد المتعلقة بالدين الإسلامي والتربية الدينية على أساس مبادئ المذهب السني.
مر التعليم الديني الإسلامي بمراحل مختلفة بعد إلغاء الخلافة العثمانية، فبعد أن كان الهدف الرئيسي للتعليم خلال عهد الإمبراطورية العثمانية هو تربية «المسلمين الصالحين» وكان لذلك مدارس إسلامية تُسمى: «مدرسة»، تم إلغاء حق الملل المختلفة تعليم أبنائها، وتم إقرار نظام تعليمي علماني قومي موحد، ثم مر التعليم الديني بفترات شديدة بين إغلاق ومنع وتقييد طلبة المدارس الدينية من إكمال الدراسة في الجامعات.
يُمكن اعتبار أن «مدرسة الأئمة والخطباء» بعد دمجها مع «مدرسة الواعظين» وافتتاح «مدرسة الإرشاد» في 1913م ثم إلغائها في 1924م بسقوط الخلافة العثمانية، هي الجذر الذي امتد ليصبح «مدارس إمام خطيب» الثانوية في تركيا المعاصرة.
تم تأسيس مدارس إمام خطيب كمدرسة مهنية لتدريب الأئمة للعمل في الحكومة؛ بعدما تم إلغاء المدارس الإسلامية في تركيا بموجب «قانون توحيد التعليم» (بالتركية: Tevhid-i Tedrisat Kanunu) كجزء مما يُعرف «بإصلاحات أتاتورك» التي أراد بها تحييد الحياة الإسلامية عن تركيا وصبغها بالعلمانية.
أدت الضغوط التي تمارسها بعض الحكومات وبعض المؤسسات ذات الصبغة العلمانية إلى تراجع أعداد المقيدين بمدارس الأئمة والخطباء، فبعد أن كان الرقم يقارب نصف مليون طالب وطالبة في منتصف التسعينيات وصل العدد في عام (1421هـ/2000م) إلى 224,134 ألف طالب فقط. وقد حظيت ثانويات الأئمة والخطباء التركية بالجدل والاهتمام الإعلامي عندما تبين أن معظم أعضاء البرلمان التركي من حزب الرفاه (المحظور) وحكومته عام (1417 هـ/1996م) كانوا من خريجي هذه المدارس، واستمر الجدل أكثر حرارة مع تكرار نفس الموقف مع أعضاء البرلمان وحكومة حزب العدالة والتنمية. 
ارتفع معدل الالتحاق بمدارس إمام خطيب عام 2002م إلى حوالي 60,000 طالب وطالبة، ثم جاءت إصلاحات التعليم التي أقرَّتها حكومة حزب العدالة والتنمية في مارس 2012م، فارتفع هذا العدد مرة أخرى بحلول عام 2017م إلى أكثر من 1.1 مليون، أي حوالي 10٪ من جميع طلاب المدارس العامة بتركيا.
ترى الموسوعة الإسلامية التركية (بالتركية: İslâm Ansiklopedisi)  التابعة لوقف الديانة التركي (بالتركية: Türkiye Diyanet Vakfi)  TDV، أن هذه المدارس تؤدي دورا بارزا في مواجهة البدع والخرافات المنتشرة بالمجتمع التركي، وشجعت الأهالي على إرسال بناتهم للتعليم لعدم وجود اختلاط في مقاعد الدراسة بين البنين والبنات، وفي نفس الوقت ساهمت في برامج تحديث تركيا والحفاظ على القيم والمبادئ المعنوية والروحية وشكل الهوية القومية التركية، كما أصَّلت مفاهيم الوحدة والتضامن والأخوة بين الأتراك على الصورة التي يطالب بها الإسلام.
مدارس إمام خطيب أحد أهم المؤسسات باعتبارها قضية سياسية كبيرة مطروحة على جدول أعمال تركيا منذ تأسيسها.

## البرامج والمناهج
تقوم مدارس إمام خطيب منذ بداية إنشائها بتدريس القرآن الكريم حفظاً وقراءة، والتفسير، والحديث، وعلم التوحيد، واللغة العربية، والخط، والإرشاد، والأخلاق، والمعلومات الدينية، والتربية الوطنية، والأدب التركي، والتاريخ والجغرافيا، وعلوم الحساب والهندسة، والحيوان، والنبات، والكيمياء والطبيعة، وطبقات الأرض (الجيولوجيا)، وحفظ الصحة، والموسيقى، والتربية البدنية، وكانت مدة الدراسة بها 3 أو 4 سنوات، ثم تغيرت مرات عديدة وأصبحت حالياً 7 سنوات دراسية تغطي المرحلة المتوسطة (الإعدادية) والثانوية.
صدر قانون عام 1973م حدد هدفها في تقديم خدمة للدين وتعليم القرآن الكريم، ومن ثم تراجعت مواد مثل التوحيد والخط والموسيقى والإرشاد والتفسير، وأصبح التعليم فيها سطحيا إلى حد كبير فيما يختص بالمواد الإسلامية،  ثم تغيرت تلك القوانين عبر الانقلابات العسكرية والحكومات المتتالية في تركيا بين هبوط وصعود.
ومع هذا فلا توجد مدارس أخرى بتركيا، بخلاف الدورات الصيفية للقرآن الكريم، تقدم تعليما دينيا إسلاميا غير هذه المدارس التي ينقسم أسلوبها بين طلاب يبيتون بالمدرسة (داخلي) وطلاب يداومون يوميا (خارجي)، كما ينقسم تعليمها اليوم لشكلين: أولهما يدرس برامج ثانوية الأناضول النموذجية والتي تدرس لغة أجنبية ومواد العلوم، والآخر يدرس برامج الثانوية التقليدية. وتسمح الدراسة بمدارس إمام خطيب بتوجيه الطالب نحو الكليات الجامعية التي يريدها.

## خلفية تاريخية
مر التعليم الديني الإسلامي بمراحل مختلفة بعد إلغاء الخلافة العثمانية، فبعد أن كان الهدف الرئيسي للتعليم خلال عهد الإمبراطورية العثمانية هو تربية «المسلمين الصالحين» وكان لذلك مدارس إسلامية تُسمى: «مدرسة»، تم إلغاء حق الملل المختلفة تعليم أبنائها، وتم إقرار نظام تعليمي علماني قومي موحد. ثم مر التعليم الديني بفترات شديدة إذ تم إغلاق مدارس إمام خطيب عام 1930م، ثم أُلغيت «كلية الإلهيات» نهائيا عام 1933م، ولكن تم إعادة التعليم الديني في عام 1948م، وشمل ذلك إنشاء «كلية الإلهيات» في جامعة أنقرة عام 1949م، ثم في ظل حكومة الحزب الديمقراطي ورئيس وزراء تركيا آنذاك عدنان مندريس بدأت الخطوات الأولى لإنشاء مدارس إمام خطيب عام 1951م، ثم تم افتتاح معاهد إسلامية في عام 1959م لاستقبال خريجي مدارس إمام خطيب.
تم تأسيس تلك المدارس بدلاً عن المدرسة المهنية لتدريب الأئمة العاملين في الحكومة؛ بعدما تم إلغاء المدارس الإسلامية في تركيا بموجب «قانون توحيد التعليم» (بالتركية: Tevhid-i Tedrisat Kanunu) كجزء من «إصلاحات أتاتورك» لتحييد الحياة الإسلامية عن تركيا وصبغها بالعلمانية.
جاء بعدها أول انقلاب عسكري في تركيا عام 1960م ليمنع خريجي مدارس إمام خطيب من التسجيل في البرامج الجامعية، ولكن تم السماح لاحقا تحت رئاسة سليمان ديميريل لخريجي مدارس إمام خطيب بالدخول إلى الجامعة.
ثم جاء الانقلاب العسكري التركي عام 1971م ليلغي مدارس إمام خطيب الإعدادية، وفي عام 1973 تم تغيير اسم مدارس إمام خطيب وتعريفها على أنها «مدارس مهنية» وكان إجمالي عدد طلاب مدارس إمام خطيب هو 34,570 طالباً خلال العام الدراسي 1973-1974م.
ثم جاء انقلاب 12 سبتمبر 1980 وكان نقطة تحول حاسمة في تاريخ مدارس إمام خطيب الثانوية، ففي ظل الحكم العسكري، حصل خريجو مدارس إمام خطيب الثانوية على حق الدخول إلى جميع أقسام الجامعة، فنما عدد الطلاب إلى 200,300 بحلول 1980-1981م. وفي عام 1997م ارتفع هذا العدد بشكل حاد ليصل إلى 511,502 طالباً وزاد عدد المدارس، فتم إقرار التعليم الإلزامي لمدة ثماني سنوات فشهدت مدارس إمام خطيب انخفاضًا مفاجئًا وذلك لأنه في عام 1999م تم إعادة تصنيف مدارس إمام خطيب "كمدارس مهنية".
عندما وصل حزب العدالة والتنمية (AKP) إلى السلطة عام 2002م، كان حوالي 2 في المائة فقط من الأطفال المؤهلين يذهبون إلى المدارس الدينية. جاءت إصلاحات التعليم في مارس 2012م بجعل التعليم الإلزامي يشمل 12 سنة، وبحلول عام 2017م، ارتفع عدد الطلاب إلى أكثر من 1.1 مليون طالب أي حوالي 10٪ من جميع طلاب المدارس العامة.

## التعليم الإسلامي في عهد الدولة العثمانية
كان الهدف الرئيسي للتعليم خلال عهد الإمبراطورية العثمانية هو تربية «المسلمين الصالحين»، ولهذا كانت هناك حاجة إلى تخريج علماء الدين الإسلامي وكان ذلك مدعوماً من خلال مدارس لتعليم الفقه والعلوم الشريعة الإسلامية، وكانت تلك المدارس الإسلامية تُسمى: «مدرسة».
كان الأئمة أيام الدولة العثمانية يُعينون ببراءة من السلطان العثماني نفسه، إذ كانت «الإمامة» من الوظائف الرسمية التي تتطلب مسئولية واسعة ولم تكن محصورة في المساجد بين الصلاة في المحراب والخطابة على المنبر، بل كان من يتصدى للإمامة على مستوى من العلم والثقافة، فقد كان الأئمة مسئولين عن تنظيم شئون الأحياء السكنية وتأمين التعاون والتنسيق بين أبناء الحي باعتبار أنهم يمثلون القضاء في الأحياء التي يقيمون فيها، واستمر ذلك حتى عام 1245هـ حين استُحدث أول نظام للمخاتير في إدارة شئون الأحياء السكنية.
تُشير وثائق الأرشيف العثماني أن الذين كانوا يؤمون الناس في المساجد ولم يُعينوا في وظيفة «الإمامة» بصورة رسمية كان يُطلق عليهم اسم «المُصلِّي».

### مدرسة الأئمة والخطباء
في البداية اختير الأئمة من بين المتخرجين من «دار القراء» ثم افتُتحت مدرسة جديدة في عام 1329هـ لتنشئة «الأئمة والخطباء» وكانت عبارة عن قسمين:
1. قسم لتخريج الأئمة والخطباء.
2. وقسم آخر لتخريج المؤذنين والمنشدين.[11]

### مدرسة الواعظين
اُفتُتحت «مدرسة الواعظين» يوم 6 فبراير 1912م ونص نظام المدرسة على أن الهدف من تأسيسها هو:«تخريج أرباب الكمال الذين يعملون على نشر فكرة أن الإسلام هو أساس الحضارة والفضيلة عن طريق الموعظة الحسنة ضمن دائرة الأحكام العلية القرآنية والسنة السنية النبوية». وهدف تأسيس هذه المدرسة هو تنشئة دعاة إلى الإسلام في مختلف أنحاء العالم.
كانت المدرسة تتكون من ثلاثة صفوف دراسية لرفع مستوى الطالب الديني والثقافي، وعلى ذلك كانت المواد المقررة حسب الصفوف كالتالي:
- الصف الأول: الحديث النبوي، علم الكلام، الفقه، السيرة النبوية، التاريخ الإسلامي، الخطابة والمواعظ، الأدب العثماني، الأدب الفارسي، الأدب العربي، التاريخ العام، التاريخ العثماني، الجغرافيا العثمانية والإسلامية، الجغرافيا العامة، الحساب، الهندسة، التربية البدنية.
- الصف الثاني: تفسير القرآن، الحديث النبوي، علم الكلام، الفقه، أصول الفقه، الفلسفة، الخطابة والمواعظ، الأدب العربي، الأدب الفارسي، الأدب العثماني، التاريخ العام، التاريخ العثماني، السيرة النبوية، التاريخ الإسلامي، الجبر، الحكمة الطبية، المعلومات الحقوقية، التربية البدنية.
- الصف الثالث: تفسير القرآن، الحديث النبوي، علم الكلام، الفقه، أصول الفقه، الفلسفة، الخطابة والمواعظ، الأدب العربي، الأدب الفارسي، الأدب العثماني، تاريخ الأديان، علم الهيئة (الفلك)، حفظ الصحة، الكيمياء، الحكمة الطبية، التربية البدنية.[11]

### مدرسة الإرشاد (1913-1924م)
في عام 1913م، تم الجمع بين مدارس تعليم علماء الدين الإسلامي والتي كان اسمها: «مدرسة الأئمة والخطباء» (بالتركية: Medresetü-l Eimmeti vel Hutaba) مع مدارس الدعاة والتي كان اسمها: «مدرسة الواعظين» (بالتركية: Medresetü-l Vaazin)، وتم توحيدهما في نظام دراسي جديد تحت اسم: «مدرسة الإرشاد» (بالتركية: Medresetü-l İrşad) مما شكّل الأسس الموجودة اليوم في مدارس «إمام خطيب» الثانوية.
تشكلت «مدرسة الإرشاد» من التوحيد بين «مدرسة الأئمة والخطباء» و«مدرسة الواعظين»، وأصبح المتخرجون منها يُعينون في مشيخيات المناطق وإمامة القطعات العسكرية البرية والبحرية، وفي وظائف الوعظ في الولايات والألوية والأقضية. واشترطت الدولة لمن يتصدى لوظيفة الإمامة والخطابة بعد افتتاح هذه المدرسة أن يكون من خريجي «مدرسة الإرشاد».
لكن قبل أن تؤتي هذه المدارس ثمارها المرجوة، اندلعت الحرب العالمية الأولى من 28 يوليو 1914م إلى 11 نوفمبر 1918م، وبنهايتها انهارت الدولة العثمانية وتم إسقاط الخلافة العثمانية وإلغائها عام 1924م وتم إلغاء هذه المدارس في تركيا العلمانية المعاصرة.
بقي هذا النظام إلى أن أُلغي مع صدور «قانون توحيد التدريس» في عام 1924م، فتحولت هذه المدرسة مع القانون الجديد إلى مدرسة للإمامة والخطابة.

## التعليم الإسلامي بعد إلغاء الخلافة العثمانية
في عام 1924م تم إقرار «قانون توحيد التربية والتعليم» المعروف باسم «توحيد التدريسات» (بالتركية: Tevhid-i Tedrisat)، ليستبدل نظام التعليم الملَّي الأسبق الذي كان يُعطى الحق لكل طائفة دينية أو ملِّة في استعمال لغتها الخاصة واتباع طقوس مذهبها الديني ورعاية مؤسساتها الدينية والتعليمية مع حق التقاضي أمام محاكم خاصة بها وجباية الضرائب المقررة على أفراد الطائفة، فتم استبدال النظام الذي كان معظمه يعطي حقوق الملل المختلفة، ليحل محله نظام تعليمي علماني مركزي موحد وقَوْمِيّ.

### إنشاء مدارس إمام خطيب بالفكر الكمالي عام 1924م
بحسب المادة الرابعة من قانون «توحيد التدريسات» التي تُنظم تدريب المسؤولين الدينيين، تم غلق جميع أنواع المدارس العثمانية بحسب قانون توحيد التدريسات الصادر يوم (27 من رجب 1342هـ / 3 من مارس 1924م) زمان مصطفى كمال أتاتورك، وتم افتتاح مدارس منفصلة من أجل إعداد مسئولي الخدمات الدينية مثل الأئمة والخطباء على أساس تقديم تعليم للطلاب الذين أُغلقت مدارسهم بموجب القانون الجديد.
تم افتتاح هذه المدارس في 29 مركزًا تحت اسم مدارس «إمام خطيب» في عام 1924م،  وكانت تلك المدارس تدرِّس المرحلة الثانوية لمدة 4 سنوات. تخرج في هذه المدارس عام (1342 هـ/1924م) 2258 تلميذا من 29 مدرسة.
- تم اختيار مديرو هذه المدارس عن عمد من بين أكثر المعلمين خبرة بمبادئ الجمهورية العلمانية الكمالية ممن لم يتلقوا أي تعليم ديني خاص، بهدف تثقيف الأئمة المسلمين بالفكر الكمالي العلماني للجمهورية التركية الوليدة.
- كانت معظم ساعات التدريس دورات في العلوم واللغات الأجنبية، وكانت الدورات الدراسية المتعلقة بالدين مستهدفاً ثانوياً.[14]

وخلال السنوات اللاحقة، اتضاح تدريجيا الهدف غير المُعلن من وراء إنشاء مدارس إمام خطيب على هذه الصورة من بعد سقوط الدولة العثمانية بإعداد أئمة وخطباء علمانيين يروجون للفكر الكمالي المناوئ لمبادئ الإسلام، عزف الأتراك عن إلحاق أبنائهم بتلك المدارس المشبوهة فانخفض عدد مدارس إمام خطيب إلى 2 في عام 1929م، ثم أغلقت بالكامل في عام 1930م.

### إلغاء مدارس إمام خطيب عام 1930م
وضع القانون الجديد جميع المؤسسات التعليمية تحت سيطرة «وزارة التعليم الوطنية للجمهورية التركية» (بالتركية: Türkiye Cumhuriyeti Millî Eğitim Bakanlığı).
افتتحت «وزارة التعليم الوطني» الجديدة «كلية الإلهيات» في «دار الفنون» التي أصبحت حالياً «جامعة إسطنبول» (بالتركية: Darülfünun) والمدارس الخاصة لتدريب الأئمة والخطباء الدعاة.

ومع ذلك، تم إغلاق مدارس إمام خطيب في عام 1930م على التفصيل الذي تقدم ذكره بعدم وجود طلاب متقدمين إليها بحسب زعم عثمان نوري آرجين وزير التعليم آنذاك، واستتبع ذلك إلغاء «كلية الإلهيات» نهائيا عام 1933م.

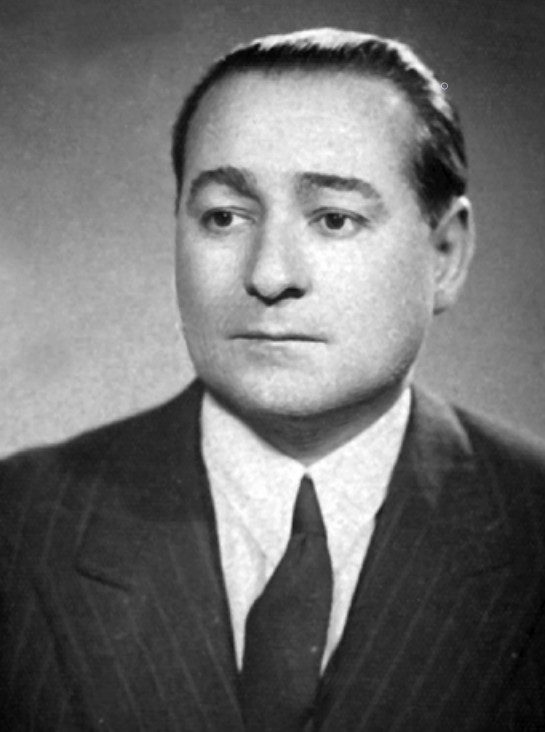
عدنان مندريس رئيس وزراء تركيا، بدأ الخطوات الأولى لإنشاء مدارس إمام خطيب في عام 1951م في ظل حكومة الحزب الديمقراطي.

ولكن على الرغم من الطبيعة العلمانية الخالصة لسياسة التعليم في حزب الشعب الجمهوري، إلا أنه تم إعادة التعليم الديني في عام 1948م، وشمل ذلك إنشاء «كلية الإلهيات» في جامعة أنقرة عام 1949م.

### عدم وجود تعليم ديني من 1930 وحتى 1949م
انحصر التعليم الديني بين عامي 1930 و 1948 فقط من خلال دورات القرآن الكريم داخل رئاسة الشؤون الدينية.
انتقلت مسئولية تقديم تعليم ديني «لدار القراء» التابعة لرئاسة الشئون الدينية للتلاميذ والطلاب بمستوى تعليمي متوسط (إعدادي)، حيث تخرج فيها 1750 طالبا خلال 18 عاماً، وذلك ما بين عاميّ (1350هـ/1932م) حتى عام (1369هـ/1950م).
لم يكن ذلك كافياً بالطبع لتغطية احتياج المجتمع من العلماء والأئمة والخطباء، ومن شواهد ذلك أنه بعد حوالي 17 عاماً في عام (1366هـ/1947م) حدث مايلي:
- أثار عضو البرلمان التركي «حمد الله صبحي» مسألة عدم توفر علماء دين يقومون بمراسم غسل ودفن الموتى في تركيا.
- شكا «أحمد حمدي آقصكي» رئيس شئون الديانة للحزب الجمهوري الحاكم بزعامة عصمت إينونو عدم توفر الأعداد اللازمة لمن يقومون بإمامة الناس في الصلاة وخطب يوم الجمعة والأعياد الإسلامية، وقال: «إن عدم وجود تعليم ديني مسئول عن ظاهرة انتشار المعتقدات الباطلة والطرق الدينية الكاذبة».
- اتفق معهم في ذلك «حسين بانجو أوغلو» وزير المعارف.[6]

### الحلقات التدريسية لإمام خطيب (1949-1951م)
ذُكرت الدورات القرآنية في تقريرٍ بأنها غير كافية لرفع مستوى رجل الدين الفكري ، فبدأ في عام 1949م تقديم دورات تربية لمسؤولي الخدمة الدينية في حلقات «إمام خطيب» التدريسية بوزارة التربية الوطنية لإعداد «رجال الدين المستنيرين». تخرج 50 شخصًا من دورات «إمام خطيب» التي استمرت 10 أشهر، ثم تم تمديد مدة الدورات إلى عامين، وبعدها تم السماح لخريجي المدارس المهنية بدخول تلك الدورات.
تصاعد الطلب الشعبي لإنشاء مدارس تعليم ديني مع وصول حزب الديمقراطية للحُكم بزعامة عدنان مندريس في عام (1369 هـ/1950م)، فصدر قرار وزارة التعليم في (2 من المحرم 1370هـ/13 من أكتوبر 1950م) بفتح «مدارس الأئمة والخطباء» بموجب المادة الرابعة من قانون «توحيد التدريسات»، ومن ثم صدر في (28 من جمادى الأولى 1370هـ/ 6 من مارس 1951م) القانون الخاص بإنشاء تلك المدارس.

## مدارس إمام خطيب (1951-1972م)
عند وصول الحزب الديمقراطي إلى السلطة في انتخابات عام 1950م برئاسة عدنان مندريس، وفي عامه الأول من السلطة أنشأ مدارس «إمام خطيب» (بالتركية: İmam Hatip Okulları) (IHO) التي وعد بها أثناء الفترة الانتخابية للوفاء بالوعد الذي قدمه لجمهور الناخبين. تم افتتاح مدارس «إمام خطيب» بمدة دراسة تبلغ 7 سنوات: المدة الأولى 4 سنوات ويليها 3 سنوات دراسية أخرى، وتم ذلك في العام الدراسي 1951-1952م.
بدأت مدارس «إمام خطيب» في استقبال الطلاب للتدريس مجاناً ولأول مرة في العام الدراسي 1963-1964م. زاد عدد مدارس «إمام خطيب» إلى 72 مدرسة في العام الدراسي 1970-1971م.
وبموجب لائحة نُشرت في 22 مايو 1972م، تم تحويل مدارس «إمام خطيب» إلى «مدرسة مهنية» مدتها 4 سنوات بعد تعليم المرحلة المتوسطة (الإعدادية)، وتم إلغاء حق الطلبة في إكمال الدراسة بجميع برامج التعليم العالي (الجامعات) الممنوحة لأولئك الذين أنهوا المرحلة الثانوية.

### إنشاء مدارس إمام خطيب عام 1951م
بدأت الخطوات الأولى لإنشاء مدارس إمام خطيب في عام 1951م في ظل حكومة الحزب الديمقراطي الذي أسسه جلال بايار عام 1946م وتحت رئاسة رئيس وزراء تركيا آنذاك عدنان مندريس، الذي أنشأ سبع مدارس ثانوية خاصة (مدارس إمام خطيب) (بالتركية: Imam Hatip Okulları). بالإضافة إلى ذلك، فقد تم افتتاح معاهد إسلامية في عام 1959م لاستقبال خريجي مدارس إمام خطيب.

### المعهد العالي الإسلامي 1958م
أُنشئ «المعهد العالي الإسلامي» عام (1377 هـ/1958م) لكي يستقبل خريجي مدارس إمام خطيب ويقدم لهم تعليماً عالياً، وظل يخدم في رسالته قرابة ربع القرن حتى ذي القعدة 1402هـ/ سبتمبر 1982م، عندما حوَّل العلمانيون اسمه إلى «كلية الإلهيات» (الأديان) على يد حكومة قائد الانقلاب العسكري الفريق كنعان إفرين قائد انقلاب 1980م في تركيا، وتم رفيع «المعهد العالي الإسلامي» من «معهد عالٍ» إلى «كلية» مع إلغاء اسم «إسلامي» وتسميته «إلهيات» ليتماهى مع الصبغة العلمانية التي جاء الانقلاب حامي العلمانية ليعيد ترسيخها.

### خطر الإغلاق ومنع دخول الجامعة بعد الانقلاب العسكري 1960م

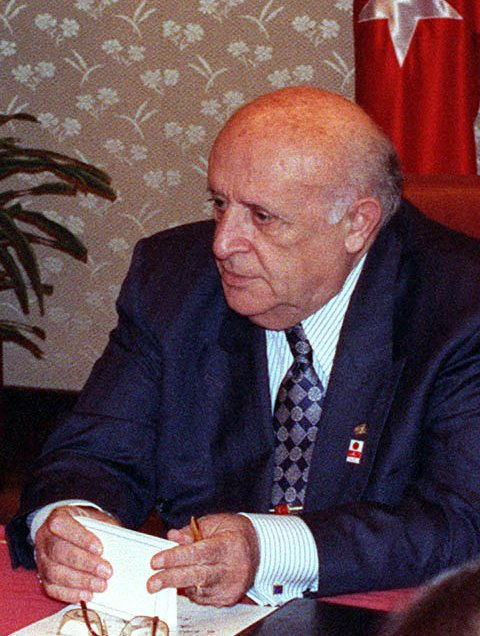
سليمان ديميريل رئيس وزراء تركيا وزعيم حزب العدالة، سمح لخريجي مدارس إمام خطيب بالدخول إلى الجامعة.

في أعقاب أول انقلاب عسكري في تركيا، «انقلاب 27 مايو» عام 1960م، واجهت مدارس إمام خطيب خطر محاولات الإغلاق.
لكن بعد العودة إلى السياسات المدنية وإدخال الدستور الجديد في عام 1961م، تُركت مدارس إمام خطيب تستمر في التدريس ولكن مُنع خريجوها من التسجيل في البرامج الجامعية، إلا إذا كانوا قد اجتازوا الدورات الدراسية المقدمة في المدارس العلمانية.

### السماح لخريجي مدارس إمام خطيب بالالتحاق بالجامعات 1965م
ازدادت أعداد مدارس إمام خطيب وعدد تلاميذها بعد عام (1385هـ / 1965م) مع حكومة حزب العدالة رئيس الوزراء التركي سليمان ديميريل زعيم حزب العدالة فبلغت 69 مدرسة، استقبلت 43 ألف تلميذ، كما سُمح لخريجي مدارس إمام خطيب لاحقا بالدخول إلى الجامعة دون المتطلبات التي تلت «انقلاب 27 مايو» عام 1960م.
تم إغلاق حزب العدالة لاحقاً في أعقاب الانقلاب العسكري عام 1980م، فخلفه حزب الطريق القويم ثم الحزب الديمقراطي.

### تعديلات الانقلاب العسكري 1971م
جاء انقلاب عسكري آخر في تركيا في 12 مارس 1971م، فأغلقت الحكومة الانقلابية القسم الإعدادي من مدارس إمام خطيب عام (12 من جمادى الآخرة 1391هـ/ 4 من أغسطس 1971م)، وتغير اسمها من «مدارس الأئمة والخطباء» إلى «ثانوية الأئمة والخطباء» في عام (1391هـ /1972م).
أدخل الانقلاب التركي في عام 1971م تعديلين رئيسيين:
- أولاً تم إلغاء مدارس «إمام خطيب» الإعدادية الصغرى.
- ثانياً في عام 1973م تم تغيير اسم «مدارس إمام خطيب» (IHO) إلى «مدارس إمام خطيب الثانوية» (IHL)، وبموجب القانون الأساسي للتعليم الوطني اللاحق، تم تعريف مدارس إمام خطيب على أنها "مدارس مهنية" لتدريب الطلاب للعمل كواعظين وأئمة أو لإعدادهم للالتحاق بالتعليم العالي.[10]

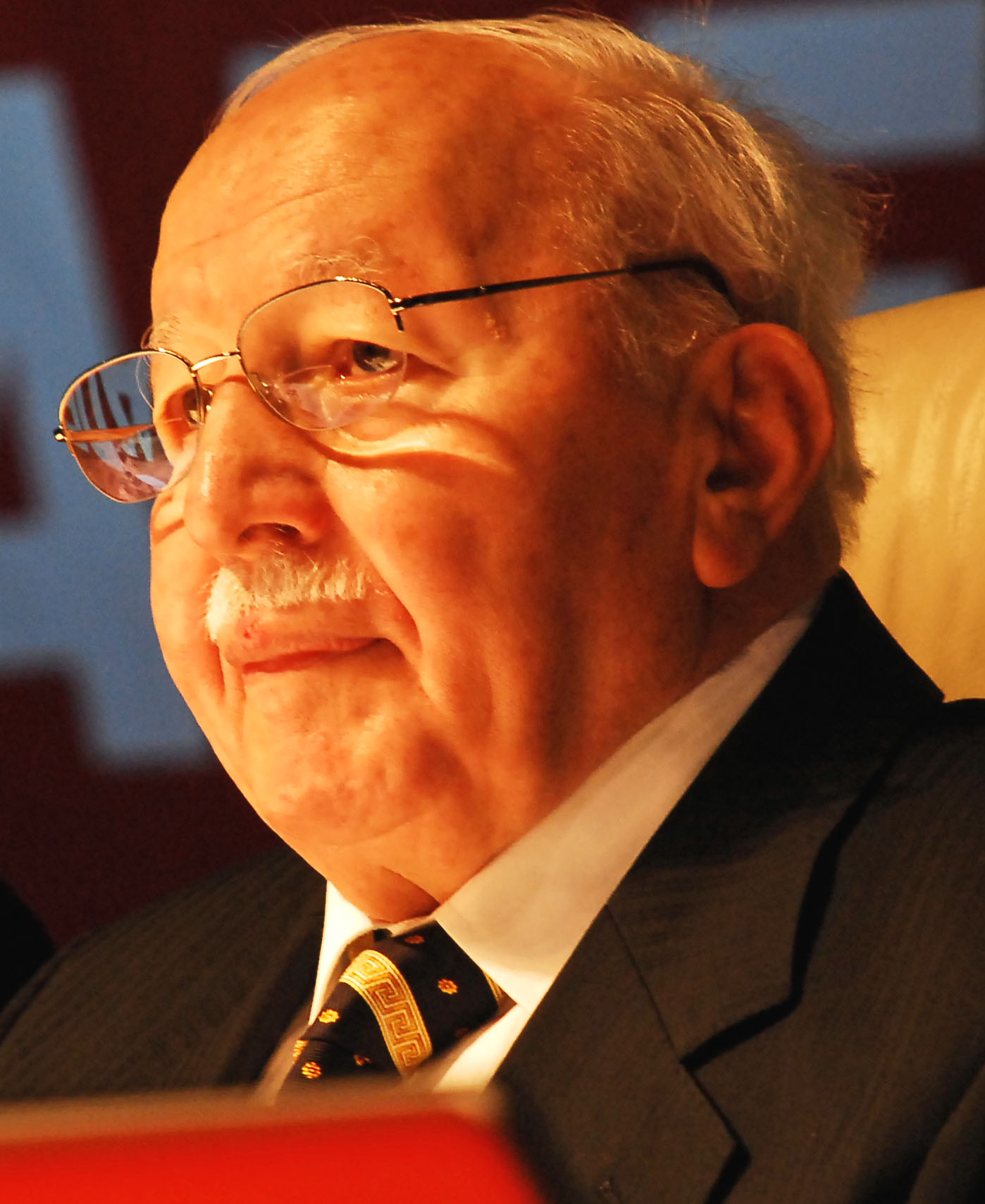
أعاد حزب السلامة الوطني برئاسة البروفسير نجم الدين أربكان، أعاد فتح مدارس إمام خطيب الثانوية عام 1974م وأعطى لهم حق الالتحاق بالجامعة، وحصلت الإناث على حق الالتحاق بمدارس إمام خطيب الثانوية، وتم افتتاح 230 مدرسة إمام خطيب جديدة في أربع سنوات، فالتحق حوالي 50,000 طالب ثم ازداد العدد إلى 200,000 طالب.

## مدارس إمام خطيب الثانوية (1973-1980م)
صدر القانون رقم 1739 عام (1392هـ /1973م) ليحدد الهدف من وجود «مدارس إمام خطيب الثانوية» وتم تعريفه بأنه: خدمة الدين، وتعليم قراءة القرآن الكريم، كما أعطى الحق لخريجيها في دخول كليات الإلهيات، وكذا الكليات الجامعية بحد معين.
نَمَت مدارس إمام خطيب ببطء في البداية، لكن أعدادها توسعت بسرعة خلال عقد السبعينيات:
- في عام 1973م، تم تغيير اسم «مدارس إمام خطيب» (IHO) ليصبح «ثانوية إمام خطيب» (IHL)، ومُنح خرِّيجوها الحق في الالتحاق بالفروع الأدبية للجامعات دون إجراء دراسة إضافية لفرق المواد بين «ثانوية إمام خطيب» والثانوية العلمانية.
- في عام 1976م، وكنتيجة للنضال القانوني لولي الأمر الذي أراد إلحاق ابنته «بثانوية إمام خطيب»، تم قبول ذلك بقرار من مجلس الدولة، وأصبح للفتيات الحق في التسجيل بإمام خطيب.[6]

خلال حكومة حزب الشعب الجمهوري التي تأسست عام 1974م، أعيد فتح قسم المدارس المتوسطة (الإعدادية) لمدارس «ثانوية إمام خطيب»، وتم فتح 29 مدرسة جديدة وبلغ عدد المدارس 101 مدرسة.
التزمت الحكومة الائتلافية لعام 1974م بين حزب الشعب الجمهوري وحزب السلامة الوطني (بالتركية: Millî Selâmet Partisi) الذي كان حزباً إسلامياً برئاسة البروفسير نجم الدين أربكان، بالآتي:
- إعادة فتح مدارس إمام خطيب الثانوية.
- إعطاء حق الالتحاق بالجامعة من خلال الامتحان.
- حصلت الإناث على حق الالتحاق بمدارس إمام خطيب الثانوية في عام 1976م.

وخلال فترة حكومة (1975-1978م) التي كان فيها حزب السلامة الوطني شريكًا، تم افتتاح 230 مدرسة إمام خطيب جديدة.
وبناء عليه تطورت مدارس إمام خطيب بسرعة ملحوظة وازداد عدد مدارسها تصاعدياً في فترة قصيرة:
- تم افتتاح 230 مدرسة جديدة تابعة لإمام خطيب في فترة ما يقرب من أربع سنوات.
- خلال العام الدراسي 1974-1975م ارتفع عدد الطلاب الملتحقين بمدارس إمام خطيب الثانوية إلى 48,895 طالباً.
- وصل عدد المدارس إلى 334 مدرسة عام (1397 هـ/1977م).
- نما هذا العدد في وقت لاحق إلى 200,300 بحلول 1980-1981م.
- وفي الفترة ما بين (1400هـ/1980م إلى 1418هـ/1997م) بلغ عددها 464 ثانوية بها 548 ألف تلميذ.

غالبًا ما يُشار إلى انتشار المدارس الثانوية لإمام خطيب على أنه تأثير عضوية حزب السلامة الوطني في عدد من الائتلافات مع حكومات الجبهة القومية.

### الانقلاب العسكري 1980م
كان من أهم أسباب انقلاب 1980م فشل حزب الشعب الجمهوري في الانتخابات. لم يتحمل العسكر في تركيا الوضع فقاموا بانقلاب 1980م في تركيا وأغلقوا حزب السلامة الوطني، وخلال الثلاث سنوات الأولى من الحكم العسكري بعد الانقلاب تم إعدام 50 شخصا واعتقال 650,000 شخص ومحاكمة الآلاف، ووقوع 299 حالة وفاة بسبب التعذيب، وفضَّل 30 ألفا آخرون المنفى، واختفى كثيرون آخرون، وكان ذلك ثالث انقلاب تشهده تركيا خلال 20 عاما بعد انقلاب 1960م وانقلاب1971م، وكان الأكثر الانقلابات التركية دموية.
أُدخل البروفسير نجم الدين أربكان السجن آنذاك.
بعد الانقلاب العسكري في 12 سبتمبر 1980م وحتى عام 1985م، لم يتم فتح مدارس إمام خطيب جديدة، ولكن مع تعديل المادة 32 من قانون التعليم الأساسي من قبل إدارة 12 سبتمبر (اسم إدارة الإنقلاب العسكري في 12 سبتمبر 1980م)، سُمح لجميع الخريجين بالالتحاق يجميع أقسام الجامعة.

## الوضع منذ الانقلاب العسكري 1980م
كان انقلاب 12 سبتمبر 1980 نقطة تحول حاسمة في تاريخ تركيا وأيضًا بالنسبة لتاريخ مدارس إمام خطيب الثانوية، ففي ظل الحكم العسكري، حصل خريجو مدارس إمام خطيب الثانوية على حق الدخول إلى جميع أقسام الجامعة.
ففي عام (1401هـ /1981م) صدر تقرير سلبي بحق هذه المدارس من جمعية "توسياد" لرجال الأعمال، اتهم مدارس إمام خطيب الثانوية بإحداث ازدواجية في منظومة التعليم، وأنها ضد قانون "توحيد التدريسات"، ومن ثم تدخل مجلس الأمن القومي يوم (21 من شوال 1417هـ /28 من فبراير 1997م) وطلب من حكومة البروفسير نجم الدين أربكان التشديد على عمل هذه المدارس وتقليص أعدادها وعدد خريجيها في أعقاب تصريح نسَبه نجات أرسفان عضو حزب الوطن الأم لرئيس الحكومة آنذاك نجم الدين أربكان قال فيه: "إن ثانويات الأئمة والخطباء بمثابة الحديقة الخلفية لحركة التجمع الوطني "ميللى غوروش"، وهي الحركة التي أسسها الزعيم الإسلامي نجم الدين أربكان في ألمانيا في مطلع الثمانينيات.
في عام 1985م، تم افتتاح أول مدرسة «أناضول» إمام خطيب في بيكوز (بالتركية: Beykoz) باسطنبول، ومدارس «أناضول» هب المدارس التي تدرس لغات أجنبية بالإضافة إلى المواد العلمية.
بحلول نهاية الثمانينيات، لم تزدد عدد مدارس إمام خطيب، ولكنها زادت من خلال فتح فروع لها ومن خلال زيادة عدد الطلاب.
تحمل الأهالي بتبرعاتهم الجزء الأكبر من تكاليف بناء وإنشاء هذه المدارس حتى عام (1415 هـ=1995م)، ثم بدأت وزارة التعليم التركية بعد ذلك بالمشاركة في تمويل بناء مدارس إمام خطيب.
في عام 1997م، أصبح عدد مدارس «أناضول إمام خطيب الثانوية» 7 مدارس، في حين بلغ عدد الفروع التابعة 100 فرع. باختصار، أي أن عدد مدارس «أناضول إمام خطيب الثانوية» أصبح 107 مدرسة.
في 28 فبراير 1997م، بدأ اجتماع مجلس الأمن القومي التركي (بالتركية: Milli Güvenlik Kurulu) خلال فترة رئيس الوزراء مسعود يلماز وكان لذلك تأثير سلبي على مدارس «إمام خطيب الثانوية»:
1. إحداهما إلغاء وإغلاق مدارس التعليم المتوسط (الإعدادي) في مدارس إمام خطيب نتيجة لفرض 8 سنوات اجبارية من التعليم العلماني الأساسي، فأصبحت الدراسة بمدارس إمام خطيب مدتها 4 سنوات (ثانوي) بدلا من 7 سنوات (إعدادي وثانوي).
2. والآخر هو منع الخريجين من الالتحاق بالجامعة، من خلال تطبيق نظام "المُعامِلات" في الامتحانات الجامعية.

ونتيجة للضغوط المتواصلة من طرف التيار العلماني تراجع أعداد خريجي مدارس إمام خطيب.

### أول مدرسة «أناضول» إمام خطيب

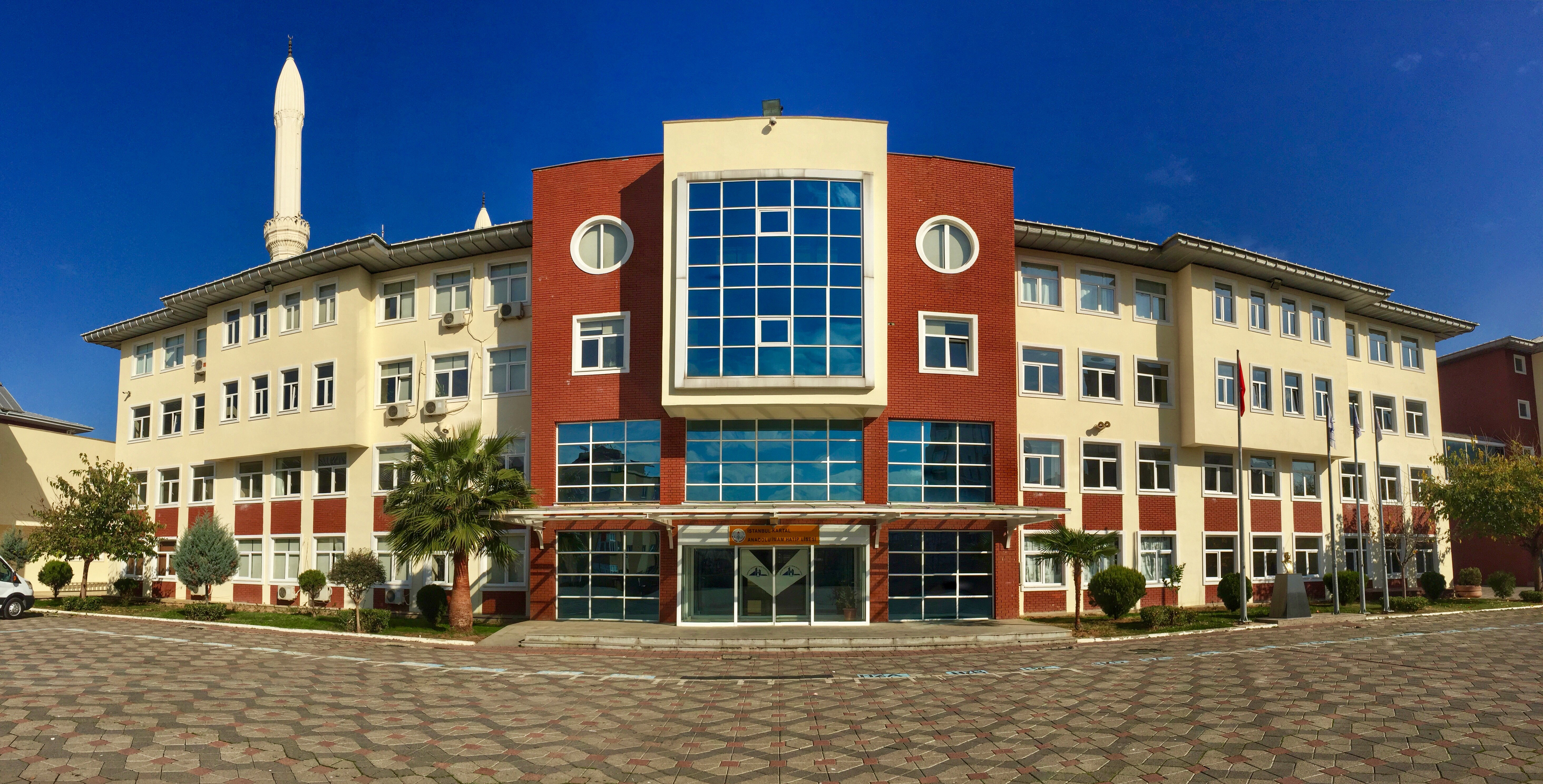
مدرسة أناضول إمام خطيب في كارتال.

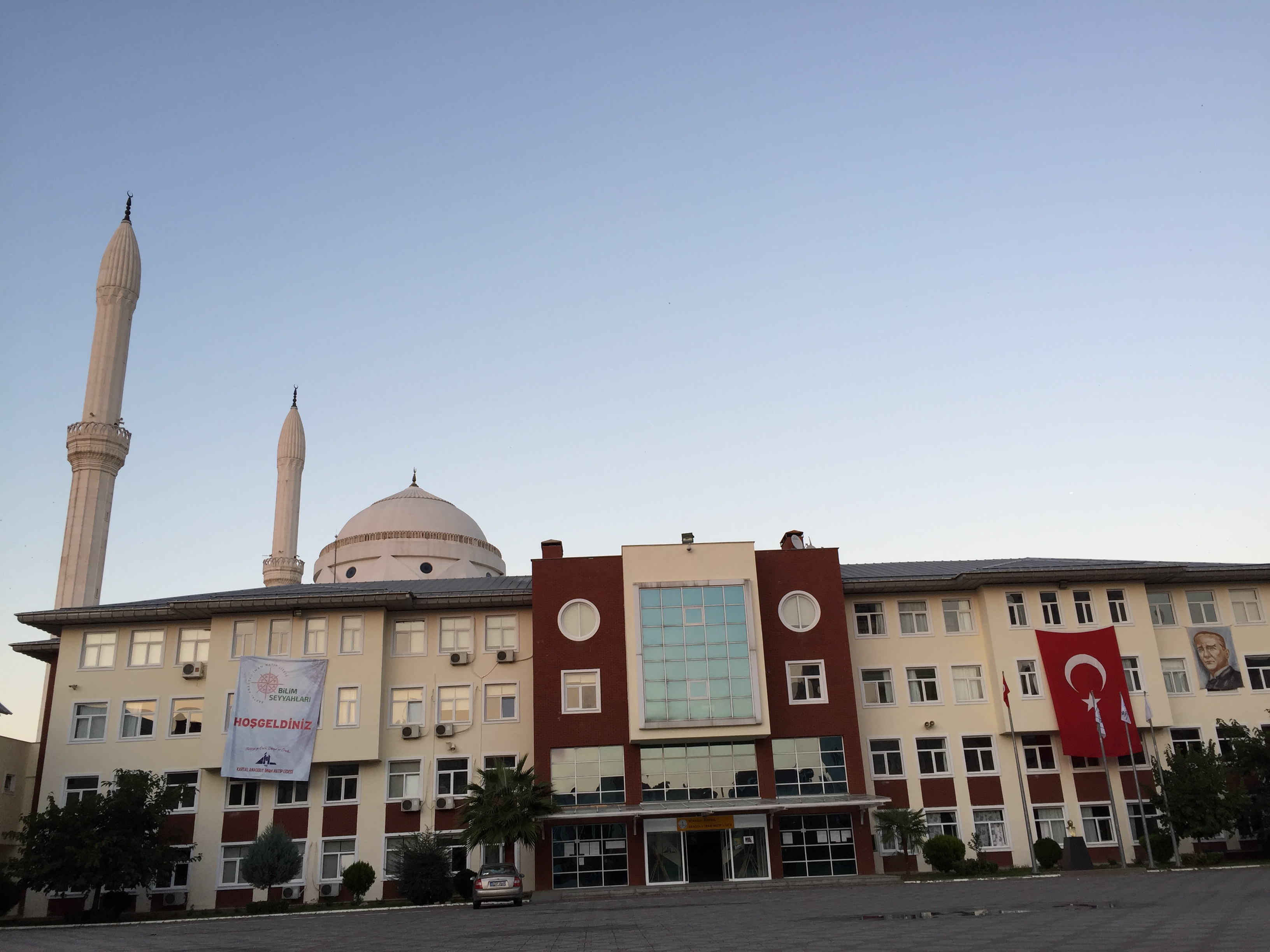
مدرسة أناضول إمام خطيب في كارتال.

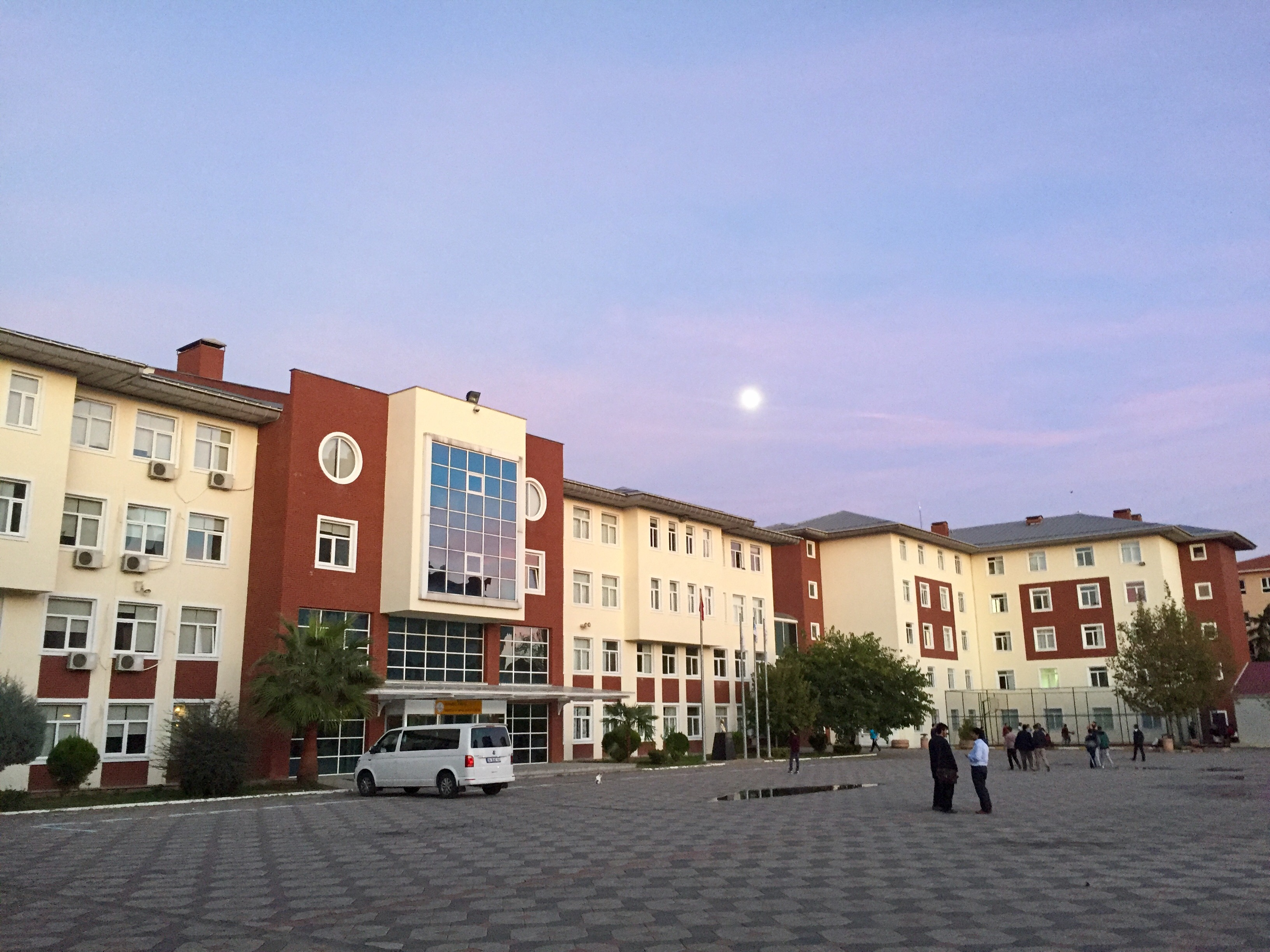
مدرسة أناضول إمام خطيب في كارتال.

في عام 1985م، تم افتتاح مدرستين جديدتين لإمام خطيب، تم افتتاح مدرسة «كارتال» (بالتركية: Kartal) في بيكوز (بالتركية: Beykoz) كمدرسة «أناضول إمام خطيب الثانوية» (بالتركية: Kartal Anadolu İmam Hatip Lisesi)  والتي كانت تسمى سابقًا «مدرسة بيكوز الأناضول إمام خطيب الثانوية» (بالتركية: Beykoz)، وتم فتح مدرسة إمام خطيب جديدة أخرى في تونجيلي (بالتركية: Tunceli) على الرغم من التكوين العرقي في المنطقة، بهدف المساهمة في تعليم أطفال الأسر التي تعمل في الخارج.
على الرغم من أن عدد مدارس إمام خطيب الثانوية لم يزد منذ ذلك الحين إلا أن عدد الطلاب الملتحقين بمدارس إمام خطيب الثانوية ارتفع بنسبة 45٪، ويرجع ذلك جزئيًا إلى تحسن جودة مدارس إمام خطيب الثانوية والتعليم المقدم في مثل هذه المدارس.

### ازدياد عدد المدارس وأعداد الطلبة
خلال العام الدراسي 1973-1974م، كان إجمالي عدد طلاب مدارس إمام خطيب هو 34,570 طالباً، أما في عام 1997م فقد ارتفع هذا العدد بشكل حاد ليصل إلى 511,502 طالباً.
إلى جانب هذه الزيادة الهائلة في الشعبية، زاد أيضًا عدد المدارس، فبلغ عدد مدارس إمام خطيب الإعدادية الثانوية 601 مدرسة، والمدارس الثانوية العليا 402 مدرسة. يمكن أن تعزى الزيادة في أعداد الطلاب والمدارس إلى عوامل تشمل التزام الناس بالدين، وتواجد مرافق السكن الداخلي للطلاب، والمنح الدراسية، وقبول الإناث وزيادة الطلب على التعليم الديني.

### ارتفاع شعبية مدارس إمام خطيب
تشير استطلاعات الرأي بين عامي 1993م و 2000م لدراسة ارتفاع شعبية مدارس إمام خطيب إلى أنه:
1. قام الطلاب المرتقبين بالتسجيل في مدارس إمام خطيب الثانوية بشكل أساسي لتلقي دروس دينية إلى جانب تعليم أكثر عمومية.[18]
2. بالإضافة إلى ذلك، تظهر الدراسة أن الالتحاق بمدارس إمام خطيب الثانوية كان يعتمد فقط على قرار الطالب.
3. العامل الثالث المقترح في ارتفاع شعبية مدارس إمام خطيب هو قبول الطالبات في عام 1976م، وبحلول عام 1998م التحقت حوالي 100,000 فتاة بالمدارس الثانوية إمام خطيب، أي ما يقرب من نصف جميع الطلاب. هذه الإحصائية أظهرت بشكل خاص ارتفاع شعبية مدارس إمام خطيب لأن النساء غير مؤهلات شرعاً لأن يصبحن أئمة مساجد أو خطباء.[10]

### إنخفاض شعبية إمام خطيب بعد إقرار التعليم الإلزامي
بعد إقرار التعليم الإلزامي لمدة ثماني سنوات لكل الأطفال في تركيا عام 1997م شهدت مدارس إمام خطيب انخفاضًا مفاجئًا في شعبيتها، وذلك لأنه في عام 1999م تم إعادة تصنيف مدارس إمام خطيب "كمدارس مهنية" مما يعني أنه على الرغم من إتاحة المزيد من الخيارات للخريجين، إلا أن الحصول على أماكن في الجامعات المرموقة قد أصبح أكثر صعوبة. والسبب الواضح هو أنه من خلال اشتراط قضاء جميع سنوات التعليم الثمانية الإلزامية تحت سقف المدرسة الابتدائية نفسها، فتم بذلك إلغاء المدارس المتوسطة (الإعدادية). وتم التقيد بأنه لا يمكن للأطفال الالتحاق «بالمدارس المهنية»، ومدارس إمام خطيب معتبرة إحداها، حتى الصف التاسع بدلاً من الصف السادس كما كان من قبل).

### نظام المعُامِلات في الامتحانات الجامعية
في عام 1998م، كان القرار الذي اتخذه «مجلس التعليم العالي» (بالتركية: Yükseköğretim Kurulu) واختصاره YÖK و «مركز القياس والاختيار والتنسيب» (بالتركية: Ölçme, Seçme ve Yerleştirme Merkezi) واختصاره ÖSYM، فيما يتعلق بحساب درجات الامتحانات الجامعية ذا أهمية كبيرة بالنسبة لمدارس إمام خطيب الثانوية. فقد استهدف العلمانيون خفض منتسبي الجامعات من خريجي مدارس إمام خطيب الثانوية بسبب ازدياد شهرتها.
كان القرار هو ضرب درجات التحصيل الدراسي لخريجي المدارس الثانوية المهنية (والمقصود منها خاصة: إمام خطيب) في مُعامِل 0.2 بدلاً من 0.5 عند حساب درجات التأهيل للجامعات، وهذا منع خريجي المدارس الثانوية الفنية، والمدارس الثانوية المهنية الأخرى وخريجي مدرسة إمام خطيب الثانوية عن الالتحاق بمجالاتهم في الجامعة.
وكانت مدارس أناضول إمام خطيب الثانوية قد تمكنت من وضع 75 بالمائة من طلابها في كليات مدتها 4 سنوات قبل قرار «المُعامِل»، وانخفضت هذه النسبة إلى 25 بالمائة بعد قرار «المُعامِل».
في عام 2009م تم الإعلان عن إلغاء تطبيق «المُعامِل»، ولكن «مجلس الدولة» ألغى هذا القرار.
نتيجة لتطبيق نظام «المُعامِل»، ومنذ عام 2011م، ظهرت فرص جديدة لخريجي إمام خطيب لدخول أقسام الجامعة في مجالات مختلفة عن مجالاتهم، ولكن زاد نجاح خريجي مدارس إمام خطيب الثانوية في امتحانات الجامعة مرة أخرى.
ومع نهاية العام، اعتبارًا من 1 ديسمبر 2011م، اختفى نظام «المُعامِل» تمامًا.

### تطور مدارس إمام خطيب
بحلول منتصف التسعينيات من القرن الماضي ، كانت مدارس إمام خطيب تجتذب حوالي 11 في المائة من الأطفال في الفئة العمرية بعد الصف الثامن، وكانت مدارس إمام خطيب تتطور إلى أن تصبح نظام تعليمي موازٍ.

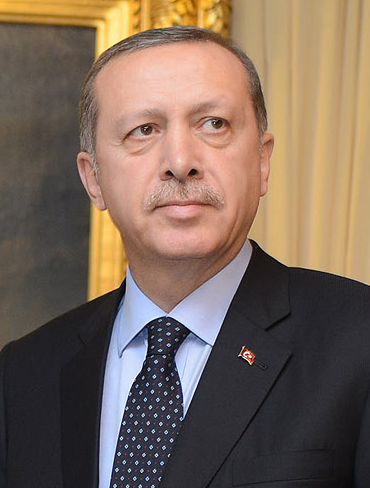
قامت حكومة حزب العدالة والتنمية برئاسة رجب طيب أردوغان بإصلاحات مؤيدة لمدارس إمام خطيب.

عندما وصل حزب العدالة والتنمية (AKP) إلى السلطة عام 2002م، كان حوالي 2 في المائة فقط من الأطفال المؤهلين يذهبون إلى المدارس الدينية. جاءت إصلاحات التعليم التي أُقرت في مارس 2012م بجعل التعليم الإلزامي يشمل 12 سنة وينقسم إلى أربع سنوات دراسة في المدارس الابتدائية، وأربع سنوات من المرحلة المتوسطة، ثم أربع سنوات من المدرسة الثانوية.
في عام 2002م، كان معدل الالتحاق بمدارس إمام خطيب هو حوالي 60,000 طالب وطالبة.
بحلول عام 2017م، ارتفع هذا العدد إلى أكثر من 1.1 مليون، أي حوالي 10٪ من جميع طلاب المدارس العامة.

### إصلاحات حكومةحزب العدالة والتنمية
تشمل الإصلاحات المؤيدة لمدارس إمام خطيب والتي أجرتها حكومة حزب العدالة والتنمية برئاسة رجب طيب أردوغان:
1. تخفيض الحد الأدنى لشرط السماح بإنشاء مدرسة إمام خطيب جديدة لسكان المناطق، بأن يكون عدد السكان 5,000 نسمة بدلا من 50,000.
2. وتقليل العمر الذي يمكن للأطفال أن يلتحقوا به بمدارس إمام خطيب من أربعة عشر عاماً إلى عشرة أعوام.[7]

## إعادة تنظيم مدارس إمام خطيب وفتح القسم الإعدادي
بموجب قانون تعديل «قانون التعليم الابتدائي» وبعض القوانين الأخرى، أعيد فتح أبواب المدارس الإعدادية لمدارس إمام خطيب الثانوية في العام الدراسي 2012-2013م وبدأ طلاب الصف الخامس بالتسجيل في هذه المدارس.
أصبحت مدارس إمام خطيب تغطي 8 سنوات دراسية، منها 4 سنوات إمام خطيب مدارس إعدادية، و 4 سنوات أخرى للدراسة بمدارس إمام خطيب الثانوية.

## احصاء طلاب مدارس إمام خطيب
| السنة الدراسية | عدد المدارس | عدد المدارس | عدد الطلاب | عدد الطلاب | إجمالي عدد الطلاب |
| السنة الدراسية | متوسط       | ثانوي       | متوسط      | ثانوي      | إجمالي عدد الطلاب |
| -------------- | ----------- | ----------- | ---------- | ---------- | ----------------- |
| 1991-1992      | 390         | 390         | 227088     | 119086     | 346174            |
| 1992-1993      | 390         | 390         | 249981     | 142097     | 392078            |
| 1993-1994      | 391         | 391         | 274175     | 162353     | 436528            |
| 1994-1995      | 446         | 394         | 301862     | 171439     | 473301            |
| 1995-1996      | 479         | 4340        | 306684     | 188896     | 495580            |
| 1996-1997      | 601         | 601         | 318775     | 192727     | 511502            |
| 1997-1998      | 604         | 605         | 218631     | 178046     | 396677            |
| 1998-1999      | 612         | 612         | -          | 192786     | 192786            |
| 1999-2000      | -           | 504         | -          | 134224     | 134224            |
| 2000-2001      | -           | 500         | -          | 91620      | 91620             |
| 2001-2002      | -           | 458         | -          | 71583      | 71583             |
| 2002-2003      | -           | 450         | -          | 64534      | 64534             |
| 2003-2004      | -           | 452         | -          | 84898      | 84898             |
| 2004-2005      | -           | 452         | -          | 96851      | 96851             |
| 2005-2006      | -           | 453         | -          | 108064     | 108064            |
| 2006-2007      | -           | 455         | -          | 120688     | 120688            |
| 2007-2008      | -           | 456         | -          | 129274     | 129274            |
| 2008-2009      | -           | 458         | -          | 143467     | 143467            |
| 2009-2010      | -           | 465         | -          | 198581     | 198581            |
| 2010-2011      | -           | 495         | -          | 235639     | 235639            |
| 2011-2012      | -           | 1807        |            | 384384     | 384384*           |
| 2013-2014      | -           | 2074        |            | 450969     | 450969*           |
| 2014-2015      | 1149        | 922         |            |            |                   |

ملاحظة: (*) مجموع المدارس المتوسطة والتعليم الثانوي.

## انتقادات
منذ إنشائها في الخمسينيات ، كان مدارس إمام خطيب مثار جدل في النقاش الدائر حول علمانية الدولة التركية. يقول «كنان جاير»، أستاذ مساعد علم الاجتماع بجامعة بيلجي بإسطنبول، بإن المدارس يمكن أن يكون لها تأثير إيجابي بحيث أنه يمكن للدين و«الحداثة» أن يكونا مع علمانية أو إلحاد الحكومة.
- جاء اعتراض على حرية اختيار خريجي مدارس إمام خطيب من «رابطة الصناعة والأعمال التركية» TÜSIAD (بالتركية: Türk Sanayicileri ve İş İnsanları Derneği). فوفقًا لأبحاثهم التي أجريت في عام 1988م، اختار حوالي 32٪ من خريجي مدارس إمام خطيب كليات الحقوق كخيارهم الأول في امتحانات القبول بالجامعة، مما يثبت أن التعليم غير الديني كان أكثر شعبية من البدائل الدينية. وخلص التقرير إلى أنه بسبب الاختلافات الأساسية في تربيتهم، أصبح خريجو إمام خطيب غير مناسبين للمناصب العامة. ولكن لم يتفق السياسيون مع موقف TÜSIAD، فعلى سبيل المثال، انتقد وزير التعليم الوطني آنذاك، أفني أكيول، التقرير من حيث حقوق الإنسان، مدعيا أن مثل هذه المقترحات تقوض مبدأ تكافؤ الفرص في التعليم.[10]
- في أعقاب إصلاحات مارس 2012م التي مدت التعليم الإلزامي إلى 12 عامًا وسمحت بفتح مدارس إمام خطيب وإعادة «المدارس المتوسطة» (فترة دراسة إعدادية مدتها أربع سنوات) حذر الخبراء من أن الزيادة المحتملة في عدد مدارس إمام خطيب لم تكن تمشيا مع توقعات الناس، ووصفوها بأنها عملية «من أعلى السلطة إلى أسفل». علق النقاد بأن النظام التعليمي الجديد بدا وكأنه جاء انتقاماً لمدارس إمام خطيب التي أغلقت بعد عام 1997م.[24] ولكن كشفت دراسة أجرتها مؤسسة خريجي مدارس إمام خطيب (TİMAV) (بالتركية: Türkiye İmam Hatipliler Vakfı)، [25] أن غالبية الأتراك يحملون آراء إيجابية حول مدارس إمام خطيب.[1] تم إجراء الاستطلاع ، الذي يحمل عنوان "صورة طلاب مدارس إمام خطيب الثانوية، وطلاب إمام خطيب في تركيا"، في الفترة ما بين 24 أبريل و 18 مايو 2012م بمشاركة 2689 شخصًا في 26 مقاطعة. ولم يكن معظم المشاركين من خريجي إمام خطيب.[24]
- تمت كتابة مشروع قانون مارس 2012م دون مناقشة عامة أو حتى مناقشة في الهيئة الاستشارية التابعة لوزارة التعليم، والمجلس الوطني للتعليم، ولم يرد في بيان الحكومة الانتخابي لعام 2011م. وفقًا لأخصائيي التعليم ، فإن التدابير الجديدة ستقوض المعايير التعليمية وتعمق التفاوتات الاجتماعية.[19] أصدرت كليات التعليم في معظم جامعات تركيا الرائدة بما في ذلك جامعة سابانجي وجامعة البوسفور وجامعة الشرق الأوسط التقنية وجامعة كوتش - جميع البيانات الصحفية التي تصف إصلاحات عام 2012م بأنها «تُصورت على عجل وانتكست وتخرج عن التفكير الحالي».[19]
- يرى الباحث التركي «خالص آيخان» في دراسة له حول هذه المدارس أن المشاكل التي تواجهها ترجع لأفكار سياسية وأيديولوجية يتمسك بها البعض، كما أن البعض الآخر، خاصة بعد الانقلاب العسكري عام 1980م، حرص على جعل هذه المدارس موضوع الساعة فأثار حفيظة الطرف الآخر المتربص بالتعليم الديني، فراح يتحرك ضد هذه المدارس لكي تصبح مشكلة تؤرق المجتمع التركي. وقال «خالص آيخان» أن "انخفاض مستوى التعليم بتركيا عموما دفع الأهالي إلى البحث عن سبل لرفع مستوى المعلومات والثقافة الدينية وغيرها فكانت مدارس الأئمة والخطباء لأجل تحقيق هذا الهدف، وهي بذلك أحد المظاهر المعبرة عن توجه الشعب التركي" وخاصة أنها تعلن أنها تسعى «لتنشئة أفراد قادرين على فهم التراث الثقافي وتقييم الحياة، والقدرة على مواجهة وحل المشاكل، وأن طلابها يسعون لنشر مفهوم للتعليم الديني يحترم التراث الثقافي والأخلاقي ومبادئ الحرية والفكر والإنسانية».[6]

## مجالات عمل الخريجين
يمكن لخريجي مدارس إمام خطيب العمل بالمساجد في دورات القرآن الرسمية.
كما يمكن للخريجين استكمال الدراسة بالتعليم العالي في أي قسم من أقسام الجامعات، كما يمكنهم العمل في مجال التعليم العالي.

## طالبات إمام خطيب
ظلت مدارس إمام خطيب مؤسسة رسمية لتثقيف وتعليم المسؤولين الدينيين، وكانت تعمل كمؤسسة تعليمية لتعليم الطلاب الذكور فقط حتى السبعينيات كمسئولين دينيين في النظام العلماني التركي، ولم تدرس الفتيات بمدارس إمام خطيب لأن ظاهرة المسؤولات الدينيات الإناث لم تكن منتشرة في هذا الوقت.
نتيجة للنضال القانوني الذي قام به أحد أولياء الأمورالذي أراد تسجيل ابنته في مدارس إمام خطيب، سُمح وفقًا لقرار المجلس الحادي عشر لمجلس الدولة في 14 ديسمبر 1976م بقبول تسجيل الفتيات في مدارس إمام خطيب.
بعد عام 1990م، كانت هناك زيادة كبيرة في عدد الطالبات في مدارس إمام خطيب، حتى فاق عدد الطالبات في العام الدراسي 1999-2000م عدد الطلاب الذكور، وبلغت نسبة الطالبات إلى الطلبة 50.25 ٪.
في مدارس إمام خطيب، يتم تدريس الطالبات في فصول منفصلة عن الطلبة الذكور، وتقوم الطالبات بتغطية رؤوسهن أثناء الحصص الدراسية القرآنية، وتم تعميم ذلك مع قرار التعديل الذي تم في عام 2012م، وتم إصداره وتعميمه على جميع الدروس القرآنية.

## مدارس أناضول إمام خطيب الثانوية
مدارس «أناضول إمام خطيب» هي المدارس التي تقدم مناهج دينية بالإضافة إلى تعليم مكثف للغة أجنبية (غالبا ما تكون الإنكليزية) وللمواد العلمية كالفيزياء والكيمياء والرياضيات.
تعتبر مدرسة «أناضول إمام خطيب الثانوية» (بالتركية: Kartal Anadolu İmam Hatip Lisesi) هي أول مدرسة «أناضول إمام خطيب ثانوية» وهي الأعلى تصنيفًا في مدارس أناضول إمام خطيب، وهي تقدم حالياً «البكالوريا الدولية» (بالإنجليزية: International Baccalaureate IB) كما أنها مدرسة حكومية معتمدة من قبل كامبريدج (بالإنجليزية: Cambridge-accredited) لأنها تقدم مجموعة واسعة من الأنشطة الاجتماعية ولتاريخها الأكاديمي الناجح، وهي تقع في إسطنبول.
بدأت المدرسة في استقبال تسجيل الطالبات الإناث بدئاً من عام 1992م.
تخرجت أول دفعة منها في عام 1993م حيث كانت الدراسة حينها 7 سنوات تشمل الدراسة المتوسطة (الإعدادية) والدراسة الثانوية.

## خريجون متميزيون
- عبد الله غل Abdullah Gül (مواليد 1950)، اقتصادي وسياسي والرئيس الحادي عشر للجمورية التركية.
- رجب طيب أردوغان Recep Tayyip Erdoğan (مواليد 1954)، رئيس بلدية إسطنبول السابق، ورئيس وزراء تركيا السابق وزعيم حزب العدالة والتنمية، الذي يشغل الآن منصب رئيس جمهورية تركيا.
- محمد مؤذن أوغلو Mehmet Müezzinoğlu (مواليد 1955)، طبيب ووزير الصحة.
- نظيم إكرن Nazım Ekren (مواليد 1956)، نائب رئيس وزراء تركيا للشؤون الاقتصادية.
- عمر دينتشر Ömer Dinçer (مواليد 1956)، أكاديمي وسياسي ووزير سابق بالحكومة.
- جمال تشافدارلي Cemal Çavdarlı (مواليد 1966)، النائب البلجيكي السابق (2003-2007)، يحمل الجنسية التركية والبلجيكية.
- أحمد هاكان كوشكون Ahmet Hakan Coşkun (مواليد 1967)، صحفي.
- شخصيات فكرية وأدبية وعلمية وإعلامية مثل: محمد دورموش – وطوران قيشلاكجي – وسفر طوران.
- شخصيات برلمانية مثل: إلياس شاكر – عرفان جوندوز- صالح قابوصوز.
- شخصيات أمنية مثل: متين طورانلي -ومحمد إسلام أوغلو.
- شخصيات فنية مثل: المنشد والمقرئ مصطفى دميرجي Mustafa Demirci، [26] والمنشد أندر دوغان.[27]

## شاهد

### مدارس«أناضول»إمام خطيب
- مدرسة إمام خطيب الثانوية أناضولو للبنات بطرابزون
- مدرسة إمام خطيب الثانوية أناضولو "سراج أمين" في باشاك شهير، بإسطنبول على يوتيوب
- مدارس  إمام خطيب "أناضولو السلطان ياووز سليم"، مدرسة جديدة جداً في منطقة بهتشاشهير، إسطنبول، تركيا على يوتيوب
- تعريف بمنشئات وفعاليات مدرسة أناضولو إمام خطيب "سراج أمين" في باشاك شهير على يوتيوب
- المدرسة الثانوية الأناضولية الدولية "الشهيد محمد كارا أصلان" للبنات  إمام خطيب على يوتيوب

### تعريف بمدارس إمام خطيب
- تاريخ مدارس إمام خطيب منذ عهد الدولة العثمانية وبعد الانقلابات، فكيف أصبحت اليوم؟ على يوتيوب
- الفيلم التعريفي لثانوية "بك أوغلو Beyoğlu" في اسطنبول إمام خطيب، حلقات القرآن والرياضة والفنون والمنشئات - 2015 على يوتيوب
- إمام خطيب "الفنية الثانوية" في بلدية "مركز أفندي Merkezefendi" بمحافظة دنيزلی AKQiX2TLrAI İmam Hatip Fen Lisesi على يوتيوب

### في الإعلام
- مدارس الأئمة والخطباء التركية تستقبل أبناء اللاجئين - Aljazeera Mubasher على يوتيوب
- برومو لوثائقي مدارس الأئمة والخطباء - Al Jazeera Documentary الجزيرة الوثائقية على يوتيوب
- تي آر تي العربية - في ظلال الهلال / حفل توزيع جوائز الفائزين من طلبة مدارس إمام خطيب على يوتيوب
- توسع حكومي تركي في المدارس الدينية يثير مخاوف المعارضة العلمانية - قناة الحرة - Alhurra على يوتيوب

## روابط خارجية
- جمعية خريجي مدارس إمام خطيب.
- İmam Hatip Okulları Genelgesi نسخة محفوظة 19 أغسطس 2007 على موقع واي باك مشين. ، تعميم مدارس إمام خطيب (حريت) (30 سبتمبر 2003).
- الجدال في تركيا حول دور الإسلام في المدارس (بالألمانية).